# Ketzer
Ein Ketzer, auch als Häretiker bekannt, bezeichnet eine Person, die von der offiziellen Kirchenlehre abweicht oder, allgemeiner jemand, der „öffentlich eine andere als die in bestimmten Angelegenheiten für gültig erklärte Meinung vertritt“. Der Glaube oder die abweichende Meinung des Ketzers wird als Ketzerei oder Häresie bezeichnet.

## Etymologie
Das Wort Ketzer stammt von italienisch gazzari, das seinerseits auf dem griechischen Wort katharós „rein“ beruht, und wurde bereits vor dem 13. Jahrhundert ins Deutsche übernommen. Es bezeichnete im Lateinischen und Italienischen ursprünglich die hauptsächlich in Südfrankreich und Oberitalien verbreiteten Katharer. Wie ansatzweise auch schon im Italienischen wurde es dann im Deutschen als abwertender Ausdruck in der allgemeineren Bedeutung „Irrgläubiger“, „Irrlehrer“ für alle Arten von Häresie im kirchlichen Verständnis gebraucht, von Katholiken ebenso wie seit der Reformation dann auch von Protestanten.
Die Herkunft des Wortes vom Namen der Katharer war schon im lateinischen Mittelalter nicht immer bewusst oder wurde durch Volksetymologie überlagert. Schon lateinisch cathari (‚Katharer‘) wurde zuweilen mit cattus (‚Katze‘) in Zusammenhang gebracht, später dann auch im Deutschen Ketzer mit Katze. Die Assoziation wird mit dem angeblichen Ritual erklärt, eine Katze als Tier des Teufels auf den Hintern zu küssen (laut Alanus ab Insulis: quia osculantur posteriora cati, in cujus specie ut dicunt apparet eis Lucifer). Ein derartiges Ritual, bekannt als osculum infame, wird in dem Schreiben Vox in Rama (1233) von Papst Gregor IX. beschrieben. Hinzu kommt eine mögliche Assoziation mit der „katzenhaft“ falschen Art der Ketzer (laut Berthold von Regensburg: „von so heizet der ketzer ein ketzer, daz er deheinem kunder so wol glîchet mit siner wise sam der katzen“).

## Begriffsentwicklung und heutige Verwendung
Ausgehend von der Vorstellung einer „Verfälschung“ der kirchlichen Lehre wurde das Wort im Spätmittelalter auf andere Arten der Verfälschung übertragen, etwa auf das Fälschen von Metallen („ketzern“, vgl. „Katzengold“ für Pyrit) oder auf Erscheinungen wie Homosexualität und Päderastie („Ketzerbube“), die von der Kirche als „Verfälschung“ (Pervertierung) der gottgegebenen Natur gedeutet wurden.
Seit der frühen Neuzeit wird Ketzerei, ketzerisch in übertragener Bedeutung dann auch für jede Art von intellektueller Dissidenz oder Opposition gegen eine herrschende Lehre oder Konvention ohne besonderen Bezug zur kirchlichen und religiösen Sphäre gebraucht, ebenso verketzern in der Bedeutung „zum Ketzer erklären“, „für Ketzerei erklären“.
Wegen ihrer abwertenden Bedeutung im kirchlichen Sprachgebrauch werden die Bezeichnungen Ketzer und Ketzerei heute in wissenschaftlicher Fachsprache zugunsten der neutraler wirkenden Fremdwörter Häretiker und Häresie vermieden. Wegen ihres mittelalterlichen Gepräges waren sie bei der Beschreibung vormittelalterlicher Häresien auch schon in der älteren Fachliteratur vermieden worden.